# Гуків
Гу́ків  — село в Україні, центр Гуківської сільської територіальної громади, Кам'янець-Подільського району Хмельницької області.
За мало-підтвердженими даними на околиці села Гуків, на високому березі річки Збруч, спеціальний загін управління 2-Н МГБ УРСР спалив і поховав тіло генерала-хорунжого, головнокомандувача Української повстанської армії, Героя України (посмертно) — Романа Йосиповича Шухевича.

## Назва
Населених пунктів з коренем «гук» нема в околицях Скали, ні в Тернопільській, ні в Хмельницькій областях. Село з назвою Гуків зустрічаємо досить пізно, в 1667 році, раніше населеного пункту з такою назвою не існувало. Але в люстраціях Скальського староства знаходимо село Загуків’я, що важливо, з коренем «гук», що однозначно свідчить на користь того, що відбулась зміна назви села. Село Загуків’я перестає згадуватись після другої половини XVII століття, остання згадка про нього 1678 рік. Отож, Гуків раніше середини XVII століття носив назву Загуків’я. Звідси можна висунути гіпотезу про походження назви села. В словнику української мови визначено, що «гук» - це «сильний звук, шум». Такі звуки можна почути на броді біля млина, там постійно шумить вода. Тому «загуків’я» означає місцевість за бродом.

## Географія
Село розташоване в південно-західній частині України, на лівому березі річки Збруч, поблизу селища міського типу Скала-Подільська, на відстані близько 38 км. автошляхами від райцентру Кам’янця-Подільського, через село проходять автошлях регіонального значення Р24 та автошлях територіального значення Т 2308.

### Клімат
Гуків знаходяться в межах вологого континентального клімату із теплим літом, але діяльність людини призводить до поганих змін та глобального потепління. Рівень наповнення річок водою по країні становить лише 20 % від необхідного стандарту, значна частина земної поверхні стає посушливою. Для покращення ситуації варто було б відновлювати екосистеми та лісові насадження.

## Історія

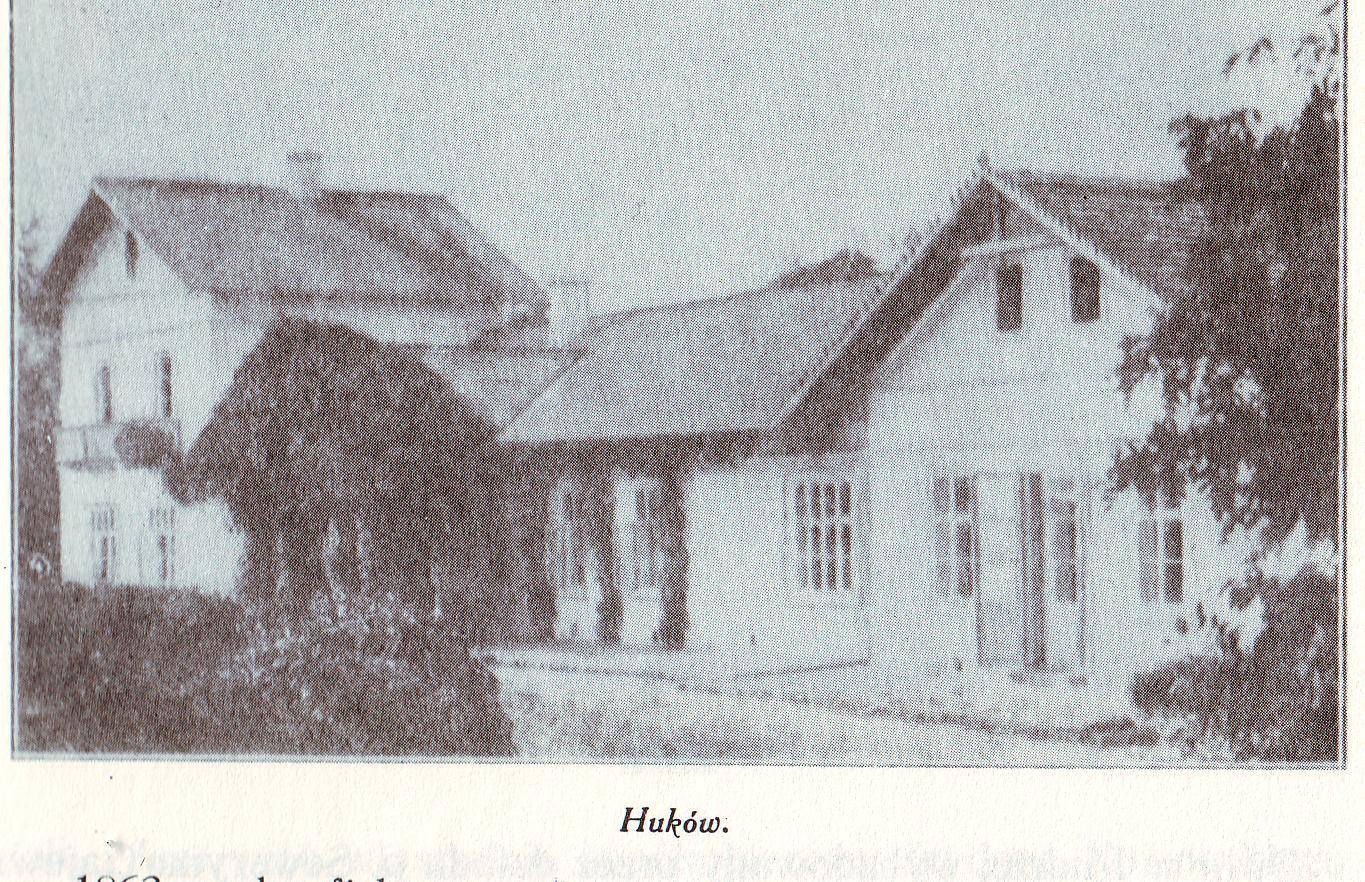
Палац Яшовських, Дверницьких та Садовських (не зберігся)

Перша письмова згадка про село 1442 рік, тоді називалось Загуковче.
В «Описі Подільських замків 1494 року» зафіксоване як замкове село, у якому тоді було лише два дворища: селянина Филимона та Івана, які сплачували по 10 грошів. Частина села Красилів у цьому ж документі згадується як окреме село, у цьому ж 1494 році там було одне дворище.
Село належало до Скальського староства, тому селяни повинні були певний час працювати на утримання замку.
Поборові реєстри 16 століття показують, що протягом того часу село було зовсім маленьким, податків сплачувалось від 1 плуга (що приблизно дорівнює 18-20 осіб та 20 га поля), а в 1565 році є запис, що село заново заселене за сприяння Лянцкоронського, скальського старости. У люстрації 1570 року вказано, що в селі є 9 людей, що сплачують податок по 8 грошей, та возять дрова до скальського замку, коли їм накажуть, а більше ніяких повинностей не дають, бо ці люди тільки недавно заселились тут.
В подимному реєстрі Подільського воєводства 1661 року,  вказується, що тут сплачувався податок з двох димів, тобто жилих осель. З середини 17 століття назва села поступово змінюється із Загуків’я на Гуків.  В часи окупації Поділля Османською імперією (1672 - 1699 рр.) село напевно було спустошене, і тут протягом тривалого часу ніхто не жив, бо в подимному реєстрі Подільського воєводства 1710 року вказано, що село є пустинним.
Село почало заново заселятись десь в 1710-1730 роках, бо вже в 1737 році була побудована церква. 1762 року річний прибуток з Гукова був 4106 злотих, а з Красилова 802 зл.
З 1772 року стало прикордонним селом. Після приєднання Поділля до Російської імперії в 1793 році частину Скальського староства Катерина ІІ подарувала племінницям Олександра Потьомкіна - Олександрі Браніцькій та Катерині Скавронській. Гуків отримала остання, пізніше село купив Станіслав Яшовський, який тримав тут в 1820 році 80 селян. У Яшовського пізніше село купив Григорій Садовський, а його внучка внесла цей маєток у рід Дверніцьких.
В 1917-1920 роках Гуків входив до складу Української Народної Республіки. Підчас бою за Кам'янець-Подільський в ніч з 30 на 31 травня 1919 року 16 Загін зосереджувався в селі Гуків, на шосе, що вело до містечка Оринин.
Із листопада 1920 року в Гукові розпочався тривалий період радянської окупації. 1923 року землю було розподіллено між селянами Гукова під забудову. 1930 року було відкрито семирічну школу, перший випуск відбувся в 1933 році. 1934 року схід села постановив знести п'яти-купольну Св. Миколаївську Церкву, збудовану у 1842 році братами Лічкевичами, а на тому місці з того ж матеріалу спорудити школу. Через рік було побудовано Гуківську середню школу.
У 1929 році в селі Гуків розпочалася примусова колективізація сільського господарства. На 1930 рік більшість селянських господарств об’єднались у сільськогосподарську артіль.
В 1930 році було відкрито в селі фельдшерсько-акушерський пункт. В березні місяця 1938 року в селі Гуків було організовано МТС, де нараховувалось 20 тракторів, які обслуговували 19 колгоспів, 8 автомашин.
В 1932–1933 селяни села пережили сталінський геноцид. Коли почався голод, усе більше людей намагалося втекти на правий берег річки Збруч. Голод 1932-33 років остаточно зламав опір селян, які були проти колективізації.
До 1939 року по річці Збруч проходив кордон із Польщею, так з 1 листопада 1926 по 1 листопада 1927 польські прикордонники затримали 9509 перебіжчиків із радянської сторони, люди тікали від радянських репресій, у зворотному напрямку, за той же період 745 осіб.
13 липня 1941 року село Гуків було окуповане німецькими військами. За період німецької окупації було забрано у нацистську неволю 127 юнаків та дівчат із села. Німецьких загарбників 22 березня 1944 року замінили загарбники червоні. За «подвиги» в німецько-радянській війні 38 жителів села нагороджені орденами та медалями.
По закінченню Другої світової війни у 1946—1947 роках мешканці села вчергове пережили голод.
Село Гуків і колгосп «Правда Ілліча» повністю електрифіковані у 1952 році. 
З 1991 року в складі незалежної України. 1997 року в селі побудовано будинок культури. 1999 року Св. Миколаївську Церкву відкрили в пристосованому приміщенні колишнього магазину райСТ. 2010 року церковна громада викупила дане приміщення для потреб церкви.
15 вересня 2016 року шляхом об'єднання сільських рад Гуків стає адміністративним центром Гуківської сільської громади. Об'єднання в громаду має створити умови для формування ефективної і відповідальної місцевої влади, яка зможе забезпечити комфортне та безпечне середовище для проживання людей.
До адміністративної реформи 19 липня 2020 року село належало до Чемеровецького району, після його ліквідації, увійшло до складу Кам'янець-Подільського району.
22 січня 2021 року на межі Тернопільської та Хмельницької областей розгорнули 50-метровий український прапор, біля пам'ятника головнокомандуючому УПА — Роману Шухевича. Тут, між селом Гуків Хмельницької області та селищем Скала-Подільська Тернопільської області, через річку Збруч багато років тому проходила умовна межа між ЗУНР та УНР.
15 липня 2022 року релігійна громада храму Перенесення мощей Миколая Чудотворця села перейшла з Московського патріархату в Православну Церкву України. Вперше, в місцевій церкві пролунала молитва українською мовою.
29 серпня 2023 року в Гукові відкрили Алею Героїв на честь загиблих військовослужбовців.

## Економіка
- Сільськогосподарське підприємство «Нива»
- Комунальне підприємство «Господар»
- Підприємство «Надзбруччя»[11]

## Населення

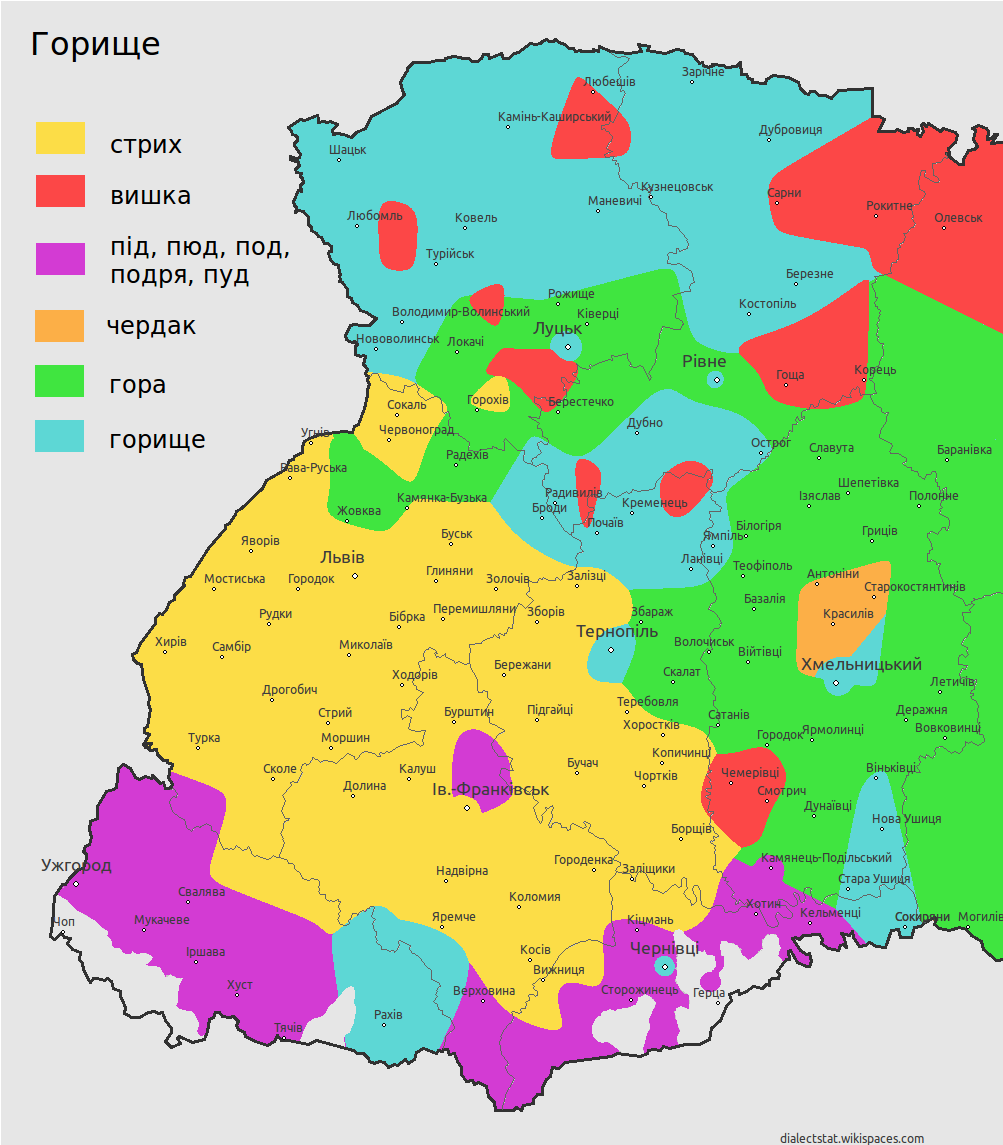
Селі Гуків поширені такі діалекти слова «горище»: стрих, вишка

За переписом населення України 2001 року в селі мешкало 789 осіб.
Станом на 2011 рік в селі проживало 685 осіб, було 350 дворів.
Згідно перепису 2016 року селі жило 637 осіб, населення села скоротилось на 19,26 % порівняно зі 2001 роком.

### Мова
У селі поширена західноподільська говірка, що належить до подільського говору, який у свою чергу належить до південно-західного наріччя.
Розподіл населення за рідною мовою за даними перепису 2001 року:
| Мова       | Відсоток |
| ---------- | -------- |
| українська | 98,50 %  |
| російська  | 1,37 %   |
| молдовська | 0,12 %   |

## Релігія
- Церква Миколая Чудотворця ПЦУ.

## Природоохоронні території
Село лежить у межах національного природного парку «Подільські Товтри».
На захід від села розташована геологічна пам'ятка природи місцевого значення «Розріз скальської серії» (силурійської системи).

## Відомі люди

### Проживали, перебували
- Шухевич Роман Осипович — український політик, громадський і державний діяч, військовик.

## Галерея

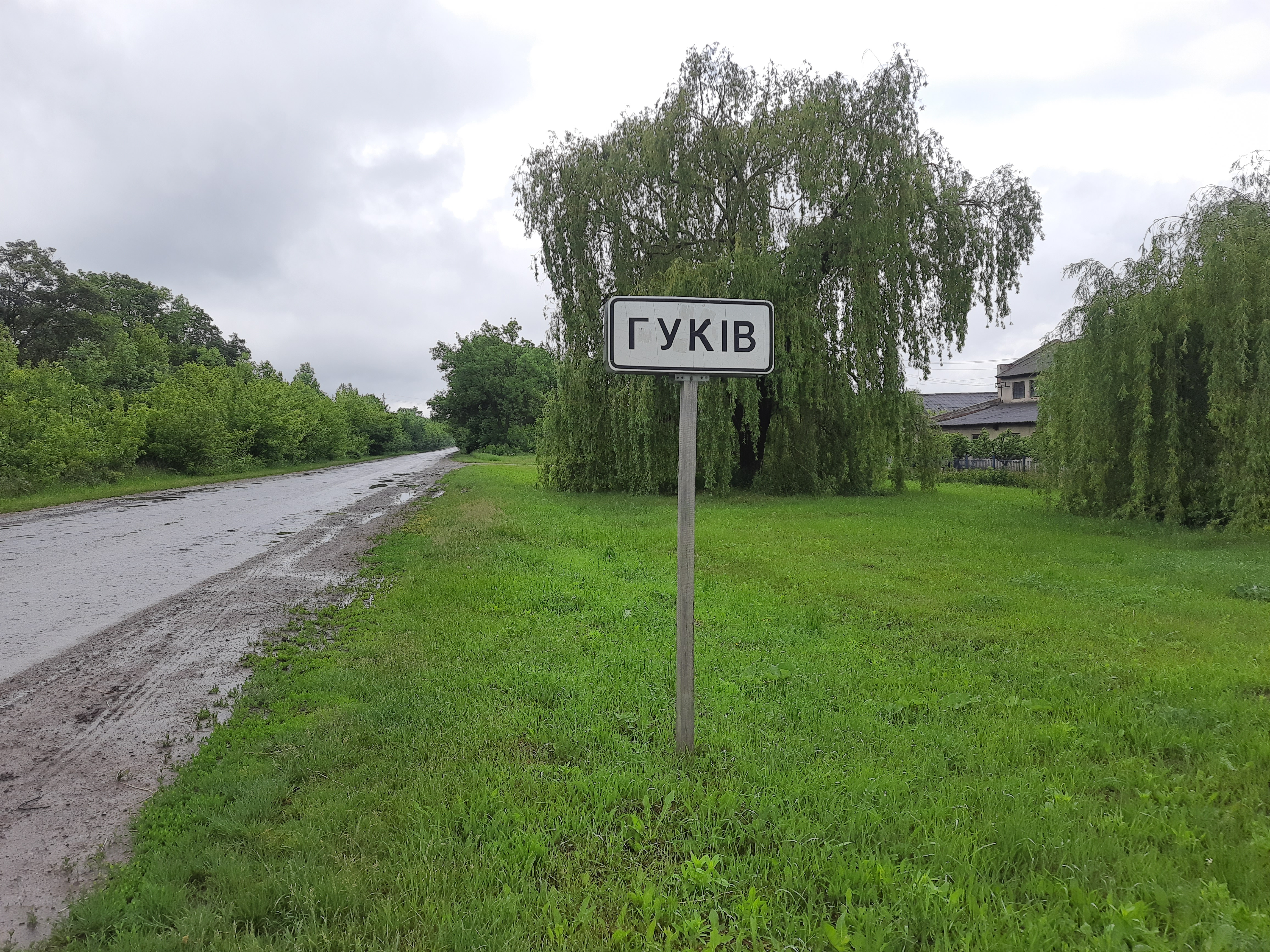
В'їзд у село
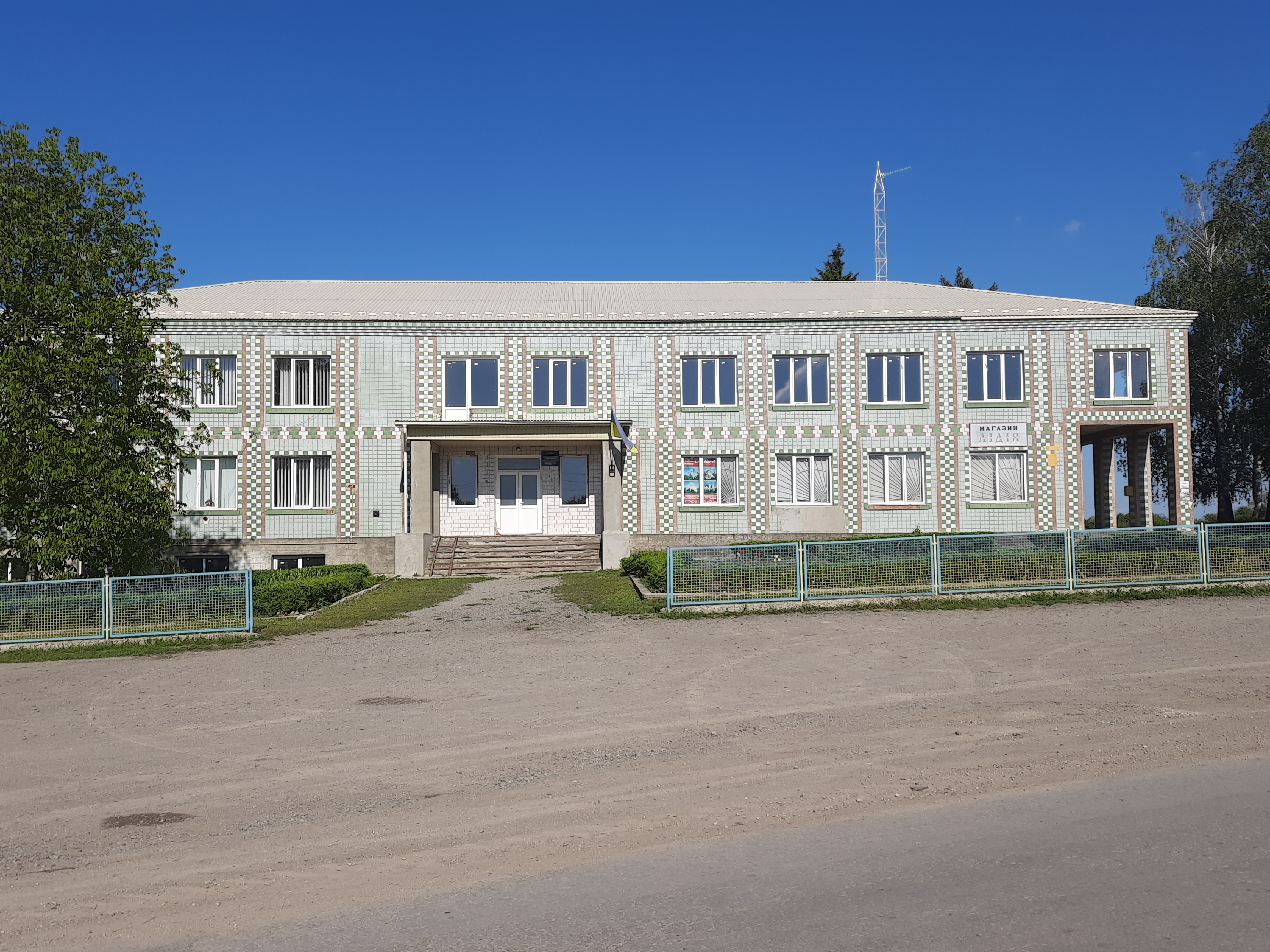
Адмінбудівля Гуківської ОТГ
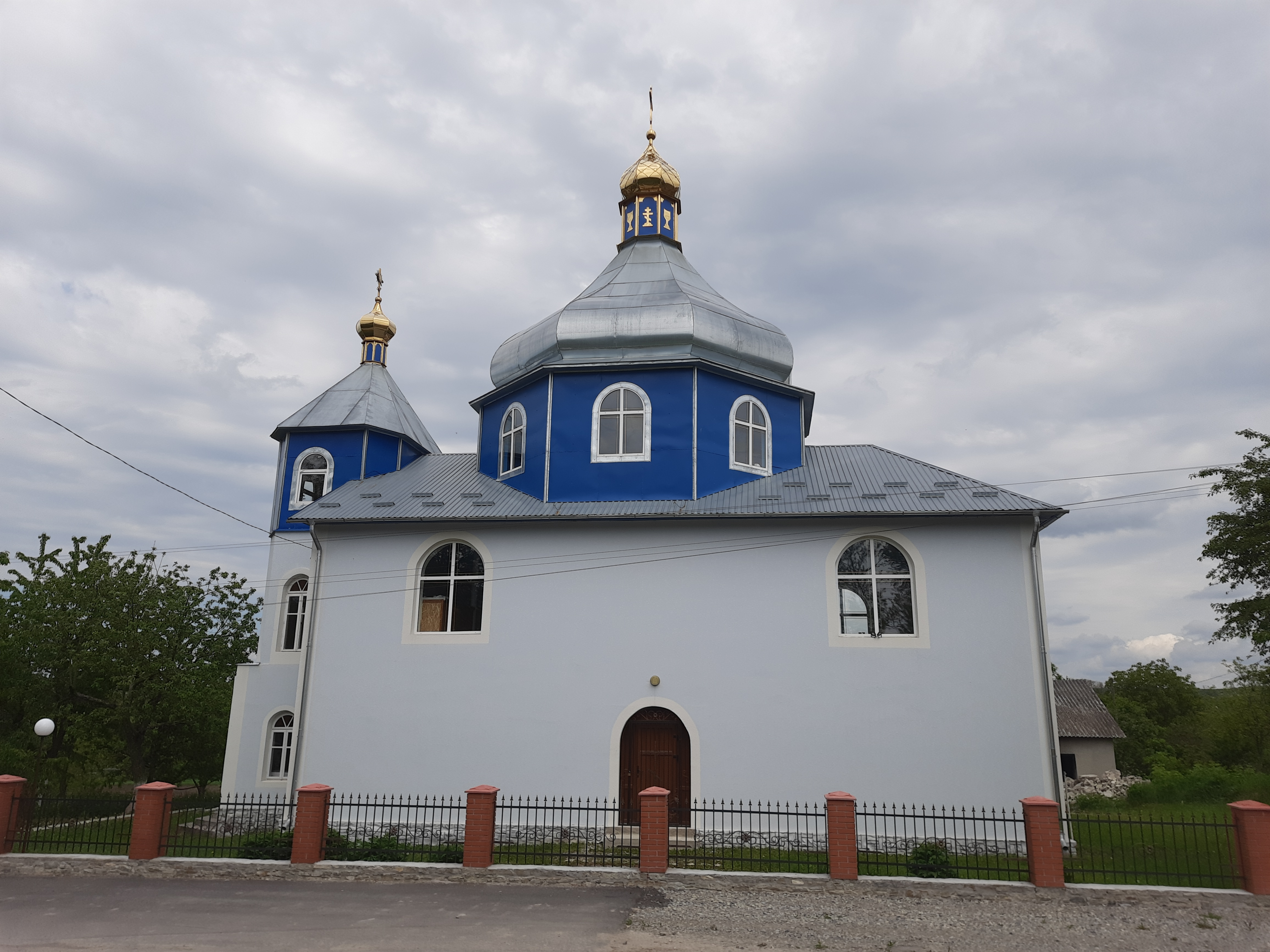
Церква Миколая Чудотворця
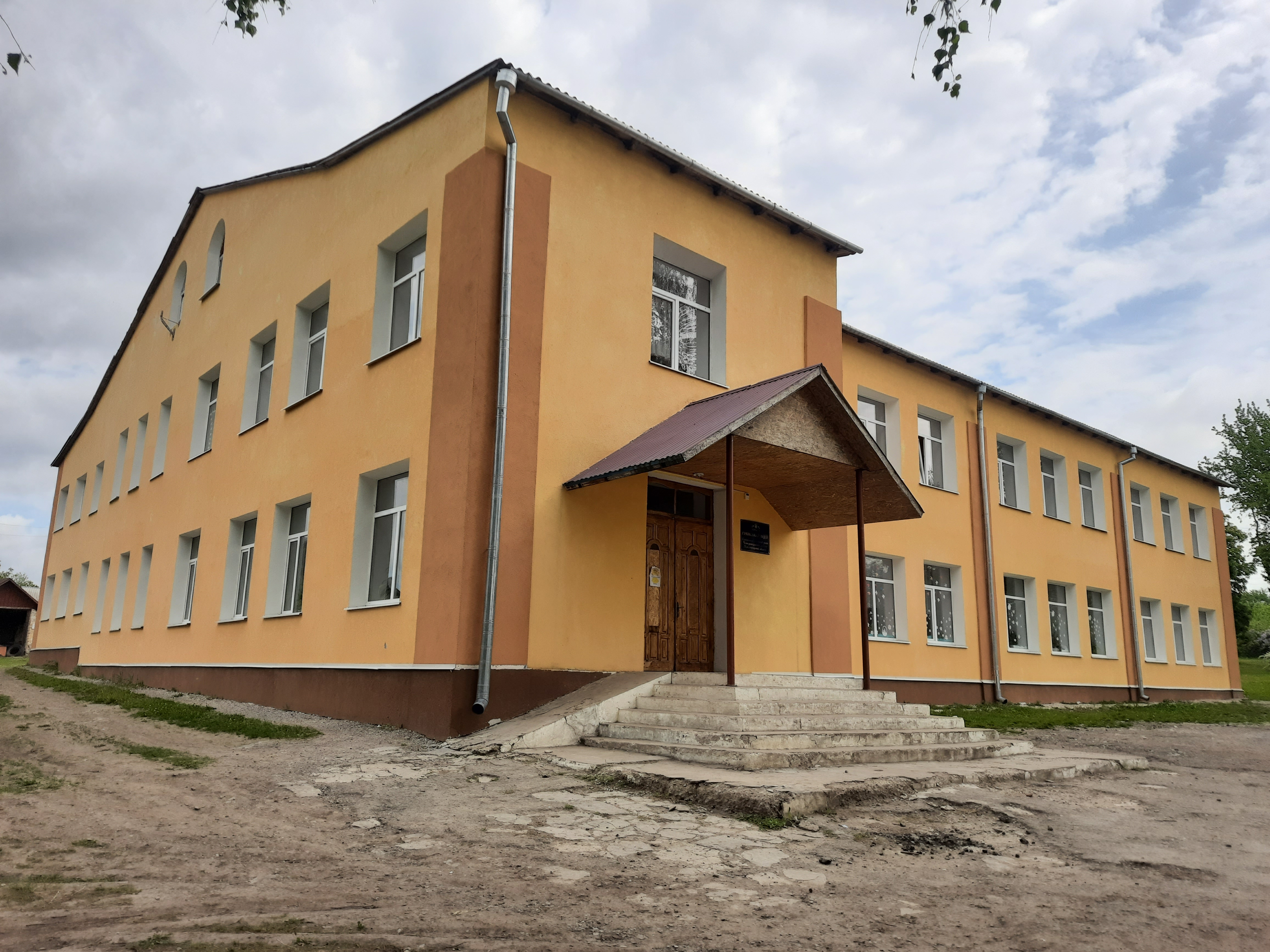
Гуківська школа 1934 р
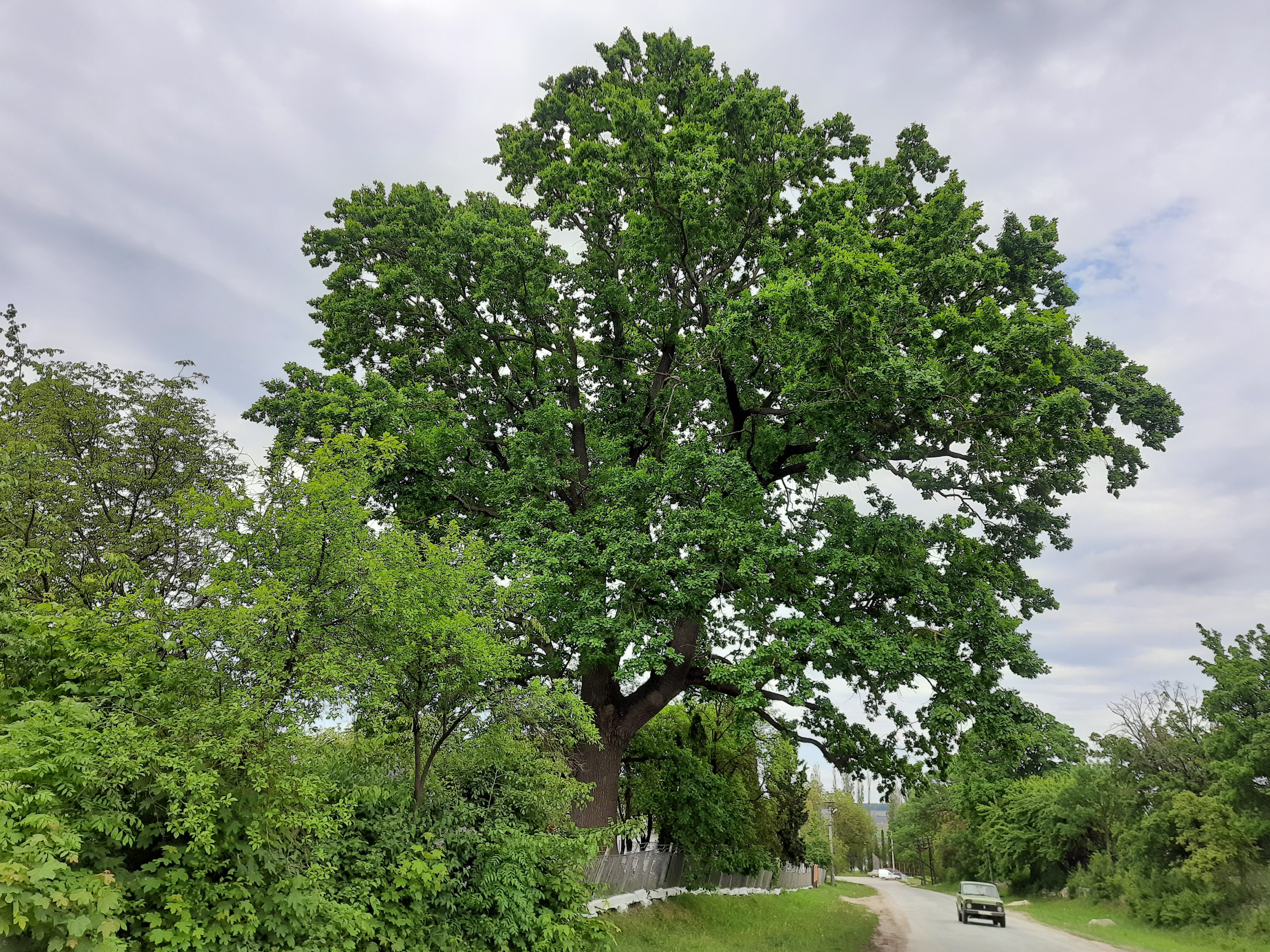
Віковічний дуб в центрі села